# Matej Močnik
Matej Močnik, slovenski učitelj in publicist, * 13. september 1827, Zalog pri Cerkljah, † 15. april 1895, Ljubljana.    
Močnik je po dokončanem  6. razredu gimnazije v Ljubljani (1845) vstopil v jezuitski red, ki ga je zaradi živčne bolezni kmalu zapustil. Ko je na očetovem domu nekoliko okreval, je šel v davčno službo na Vače, od koder je prišel k okrajnemu predstojništvu v Kamnik. Tu je z dekanovo pomočjo postal 1855 pomožni učitelj na dekliški šoli. Kot privatist je napravil avgusta 1856 učiteljski izpit, bil nato na isti šoli imenovan za pomožnega učitelja, novembra 1864 premeščen za podučitelja na mestno deško šolo pri Sv. Jakobu v Ljubljano, kjer je 1870 napredoval za učitelja, bil 1870 do 1873 okrajni šolski nadzornik za kamniški okraj ter po daljšem bolehanju 1882 upokojen.
Iz Kamnika je v razne časopise dopisoval o raznih lokalnih dogodkih (s psevdonimom Jurčkov Matevž). Dosledno se je boril za versko šolo na cerkveni podlagi ter branil  svoje odločno narodno prepričanje. Med njegovimi važnejšimi metodičnimi in pedagoškimi ter zgodovinskimi spisi je vredno omeniti: Koliko računskih načinov naj se pri začetnem pouku o računanju ali rajtanju razločuje in vadi (1861), Zakaj pesmi niso za narekovanje pripravne in zakaj se ž njimi ne smejo jezikoslovne vaje zedinovati (1862), Nauk o branju v srednjem in višjem razredu ljudskih šol (1863), Koliko moči do mladine ima zgodnje soznanje lepoznanstva in kakšne dolžnosti izvirajo iz tega za odgojitelja in jezikoslovnega učitelja (1863), Tudi od otrok se učitelj more učiti (1865); po Ahnovem sistemu je sestavil Praktično slovensko-nemško gramatiko (1863–1864).  Pisal je še o: Zgodovina v ljudski šoli (1868), Zemljepisje v ljudski šoli (1869–1870),  Iz zgodovine krščanske ljudske šole (1862 do 1864), Obrazi iz odgojilne povestnice pri poganih (1865), Slomšek, prvi pedagog v novejših časih (1865), Odgojevanje nekdaj in sedaj (1865), Zanemarjeni otroci v našem mestu (1868). Razna stanovska vprašanja je obravnaval v obliki pisem ali pogovorov dveh učiteljev z govorečimi imeni (Svetoslav in Tugoslav, Vohné in Rohné, Vedrilec pa Čmernilec). Pomagal je Praprotniku pri sestavi nemškega dela v slovensko-nemškemu Abecedniku (1869), sestavil Imenik šolskih oblastnij, šol in učiteljev na Slovenskem (Lj. 1874), za prošta Jarca je poslovenil Liguorijevo Molitev velik pripomoček k zveličanju (Lj. 1888).  Požrtvovalno je delall kot tajnik ali blagajnik pri Društvu v pomoč učiteljskim vdovam in sirotam, pri Društvu slovenskih učiteljev in pri Narodni šoli. Svoje skromne dohodke je do zadnjega vinarja delil z mestnimi siromaki in ubogimi dijaki.